# Glandorf
Glandorf ist eine Gemeinde im Südwesten des Landkreises Osnabrück in Niedersachsen. Der Name rührt von der Bezeichnung Glanathorpe – Ansiedlung an der Glane – und wurde erstmals im Jahre 1070 urkundlich erwähnt.

## Geografie
Glandorf liegt in der nördlichen Randzone der Westfälischen Bucht wenige Kilometer südlich des Teutoburger Walds am Glaner Bach.
Glandorf grenzt im Norden an Lienen, im Osten an Bad Iburg und Bad Laer, im Süden an Warendorf und Sassenberg und im Westen an Ostbevern.

## Gemeindegliederung
Die Gemeinde Glandorf besteht aus folgenden Ortschaften:
- Averfehrden (früher Narendorf) (573 Einwohner)
- Glandorf (4.279)
- Schierloh (297)
- Schwege (1.133)
- Sudendorf (333)
- Westendorf (251)

Gesamt 6.866 Einwohner (Stand: 1. Januar 2018).

## Geschichte
Der Name Glandorf ist vermutlich keltischen Ursprungs, denn Glane bedeutet wohl „hell, klar, glänzend, fließend“; zudem war „Glan“ Bestandteil des Namens des keltischen Wassergottes Glanus oder Glanos. Etwa im 6. Jahrhundert vor Christus wurden die Kelten durch die Germanen vertrieben, die das Gebiet daraufhin besiedelten. Anderer Ansicht ist der Namenforscher Hermann Jellinghaus.

„Kein Teil des alten Deutschlands zwischen Rhein und Elbe, also grade des Gebietes, in welchem keltische und slawische Ortsnamen bislang nicht nachgewiesen wurden, hat so zahlreiche Dorfnamen, die sich sicherer Deutung widersetzen, wie die Gegend der Ems und ihrer Zuflüsse. …Glandorf: Glanathorpe 1070. Von dem in die Ems fließenden Bache Glane. Man hat das Wort für keltisch erklärt. Aber dann wäre es nicht so häufig: Glane bei Wildeshausen und bei Gronau, Glanhorst, Kr. Minden, Glanemeier bei Barkhausen, Kr. Wittlage, die Glenne, Kr. Lippstadt, der Glenbach im Deister.“

 Gerade die Häufigkeit des Wortes „Glane“: wie z. B. Glaner Braut, Glanerbeek hält er für den Beweis germanischen Ursprungs; ein Adjektiv „glan“ bedeutet glänzend, blinkend; das zugehörige Verbum heißt glennen-glänzen oder glinan-glan-glunum. 1872 hat man ein altgermanisches Gräberfeld, Einzelurnen mit Knochenresten und Brandstellen, auf dem Donnerbrink ausgegraben. Im Mittelalter gehörte Glandorf wie seine Nachbargemeinden Bad Iburg, Bad Laer, Glane und Remsede zum Gau Sutherberge bzw. Suderberggau oder Gau Süderberge, dessen Name sich von der Lage südlich des Osning (Teutoburger Wald) herleiten lässt. Die erste urkundliche Erwähnung der Gegend geschieht in einer Urkunde Ludwigs des Deutschen vom 8. Dezember 851, in der mehrere Höfe in Laer und Erpen, in der Urkunde Arpingi genannt, dem Marienkloster in Herford geschenkt werden: „[…] in pago, quod dictur Sutherbergi, in villa quae nuncupatur Lodre […] et in eodem pago, in villa quae vocatur Arpingi.“ Lodre ist hier das heutige Bad Laer, das bis ins 17. Jahrhundert noch Loder oder Loer geschrieben wurde. Glandorf war bis um 1200 eine Filiale der Mutterpfarre in Laer, hatte aber um 1400 schon einen zweiten Geistlichen. Wann die Loslösung von Laer erfolgt ist, lässt sich aus den Urkunden des Pfarrarchivs allerdings nicht ersehen.
Der Name Glandorf bzw. Glanathorpe wurde im Jahr 1070 erstmals urkundlich erwähnt (nach Spannhoff zwischen 1070 und 1074). Laut einem Artikel in einer Beilage der „Osnabrücker Volkszeitung“ vom 4. August 1889 heißt es in der Urkunde, dass der damalige Eigentümer des Helfer Hofes in Lienen das Recht besaß, dreißig Schweine und einen Eber zur Eichelmast in die Glandorfer Mark zu treiben.
Nach der Schlacht bei Breitenfeld von 1631 besetzten die schwedischen Truppen im Dreißigjährigen Krieg das Bistum Osnabrück. Nachdem die Glandorfer Bevölkerung den Forderungen der schwedischen Söldner nicht mehr nachkommen konnte, steckten diese am 5. Mai 1636 das Dorf in Brand. Das Ereignis gibt eine in Stein gehauene Inschrift über der Brauttür in der Kirche St. Johannis an. Vor dem Brand soll es zu einigen Grausamkeiten gekommen sein. In der Heimatnovelle „Schwedenchronik“ von 1926 erzählt der geistliche Rat Bernhard Köster, dass die schwedischen Söldner auf dem Hof des damaligen Bürgermeister Schultewerth eine Tochter gekreuzigt und eine andere über dem Herdfeuer erstickt und dem Bürgermeister selbst den Schwedentrunk eingeflößt haben sollen.
Als Teil des Bistums Osnabrück wurde Glandorf 1803 nach dem Reichsdeputationshauptschluss von König Georg III. dem Kurfürstentum Hannover zugeschlagen. Allerdings wurde das Kurfürstentum noch im selben Jahr von französischen Truppen besetzt und 1807 mit dem von Napoléon geschaffenen Königreich Westphalen zusammengeschlossen. Das Kirchspiel Glandorf hieß nun Commune oder Mairie Glandorf und gehörte zum Canton Ostbevern, der dem Arrondissement Warendorf unterstellt war. Nach dem Zusammenbruch des französischen Imperiums fiel Glandorf ab 1814 ans Königreich Hannover.
Im Jahr 1833 setzte eine Auswanderungsbewegung nach Nordamerika ein. Der Osnabrücker Geistliche, Gymnasiallehrer und gebürtige Glandorfer Johann Wilhelm Horstmann schiffte sich im September 1833 mit sechs weiteren Glandorfer Männern aus dem Osnabrücker Amt Iburg in Amsterdam ein, erwarb im Dezember Land in Putnam County und gründete den Ort Glandorf (Ohio). Die Ehefrauen und zehn weitere Familien folgten der Gruppe 1834 und 1835 stießen nochmal neun Familien aus Glandorf dazu. Die Auswanderungswelle hielt bis Anfang des 20. Jahrhunderts an.
Am 1. Juli 1972 wurden die Gemeinden Averfehrden, Glandorf, Remsede, Schierloh, Schwege, Sudendorf und Westendorf in die Gemeinde Laer (ab dem 1. September 1975 Bad Laer) eingegliedert. Am 1. Mai 1981 wurde die Gemeinde Glandorf ausgegliedert. Mit Ausnahme von Remsede kamen alle damals nach Laer eingemeindeten Orte zur Gemeinde Glandorf.

### Einwohnerentwicklung

Bevölkerungsentwicklung in Glandorf seit 1987

Die folgende Übersicht zeigt die Einwohnerzahlen der Gemeinde Glandorf im jeweiligen Gebietsstand und jeweils am 31. Dezember.
Bei den Zahlen handelt es sich um Fortschreibungen des Landesamts für Statistik Niedersachsen auf der Basis der Volkszählung vom 9. Mai 2011.
Bei den Angaben aus den Jahren 1961 (6. Juni) und 1970 (27. Mai) handelt es sich um die Volkszählungsergebnisse einschließlich der Orte, die seit dem 1. Mai 1981 zu Glandorf gehören.
| Jahr      | 1961 | 1970 | 1987 | 1990 | 1995 | 2000 | 2005 | 2010 | 2015 | 2017 | 2018 | 2020 | 2021 |
| Einwohner | 4844 | 5077 | 5441 | 5686 | 6451 | 6706 | 6821 | 6724 | 6664 | 6665 | 6866 | 6598 | 6619 |

## Religionen
Glandorf ist traditionell eine katholische Gemeinde. Die Religionszugehörigkeit der Steuerzahler (Stand: 31. Dezember 2001) verteilt sich auf ca. 400 evangelische und ca. 2900 katholische. Als konfessionslos gelten etwa 280 Einwohner.

## Politik

### Gemeinderat
Der Gemeinderat hat gegenwärtig 18 Mitglieder. Dies ist die festgelegte Anzahl für eine Gemeinde mit einer Einwohnerzahl zwischen 6.001 und 7.000 Einwohnern. Die Ratsmitglieder werden durch eine Kommunalwahl für jeweils fünf Jahre gewählt. Hinzu kommt der Bürgermeister als stimmberechtigtes Mitglied des Rates.
Die folgende Tabelle zeigt die Kommunalwahlergebnisse seit 1996.
| 2021–2026 | 42,5 | 8  | 34,3 | 6 | 11,7 | 2 | 7,5 | 1 | 4,1 | 1 | 100 | 18 | 66,8  |
| 2016–2021 | 47,1 | 9  | 35,7 | 6 | 17,2 | 3 | –   | – | –   | – | 100 | 18 | 64,74 |
| 2011–2016 | 55,1 | 10 | 26,0 | 5 | 16,5 | 3 | 2,5 | 0 | –   | – | 100 | 18 | 63,56 |
| 2006–2011 | 63,2 | 12 | 12,7 | 2 | 22,8 | 4 | 1,3 | 0 | –   | – | 100 | 18 | 70,1  |
| 2001–2006 | 72,2 | 14 | 9,7  | 2 | 15,8 | 3 | 2,4 | 0 | –   | – | 100 | 19 | 69,4  |
| 1996–2001 | 70,1 | 14 | 12,6 | 2 | 15,0 | 3 | 2,3 | 0 | –   | – | 100 | 19 | 75,4  |
| Prozentanteile gerundet. Quellen: LSN-Online – die kostenfreie Regionaldatenbank für Niedersachsen, Landkreis Osnabrück. Bei unterschiedlichen Angaben in den genannten Quellen wurden die Daten des Landesbetrieb für Statistik und Kommunikationstechnologie verwendet, da diese eine insgesamt höhere Plausibilität aufweisen. |      |    |      |   |      |   |     |   |     |   |     |    |       |

### Wappen
Das Wappen der Gemeinde Glandorf hat die Form eines Schildes in den Farben silber und rot. Dieselben Farben benutzt das Bistum Osnabrück, zu dem Glandorf seit Jahrhunderten gehört. Im oberen Teil des Wappens befindet sich ein rotes Kreuz auf silbernen Grund, das der Kirchenfahne nachempfunden ist und ein Attribut Johannes des Täufers darstellt, des Namenspatrons der katholischen Kirche in Glandorf.
Im unteren Teil der Schildhälfte sieht man einen silberfarbener Zweig, aus dem fächerförmig drei Blätter, ein Linden-, ein Eichen- und ein Kleeblatt sprießen. Der eine Zweig soll ein Sinnbild dafür sein, dass auch Menschen ganz verschiedener Art zusammenwohnen, brüderlich miteinander auskommen und ein Ganzes bilden können.

### Gemeindepartnerschaften
- Glandorf (Ohio), USA
- Lichtenberg in der Gemeinde Feldberger Seenlandschaft im Landkreis Mecklenburgische Seenplatte in Mecklenburg-Vorpommern

## Kultur und Sehenswürdigkeiten
Der Mittelpunkt des Ortes ist der Thieplatz. Hier lag in der Vergangenheit der offene Dorfbrunnen. Im Oktober 2010 wurde der von der Künstlerin Elisabeth Lumme neu gestaltete Brunnen über der etwa 100 Jahre alten Zisterne unter dem Thieplatz eingeweiht. Die historische Bausubstanz blieb bei der Umgestaltung weitestgehend erhalten. An den Thie grenzt die beinahe komplett erhaltene Kirchhofsburg, in deren näherer Umgebung mehrere alte Fachwerkhäuser stehen.
An der B 475 im Ortsteil Averfehrden ist der größte Findling im Raum Osnabrück aufgestellt. Der ursprünglich zusammenhängende Stein wurde ca. 300 m nordöstlich des Aufstellungsortes gefunden. Einige Jahre nach dem Versetzen des Steines an seinen heutigen Standort löste sich ein keilförmiges Bruchstück, das David genannt wird, während der große Rest Goliath heißt.

### Kirchen
Im Ortskern von Glandorf steht die katholische Pfarrkirche St. Johannis, die urkundlich erstmals im Jahr 1275 erwähnt wird. Die ältesten Teile der Kirchhofsburg stammen ebenfalls aus dieser Zeit. Vermutlich gab es schon ein älteres Gotteshaus an anderer Stelle. Ein möglicher Standort kann laut dem ungedruckten Manuskript Geschichte Glandorfs von Bernhard Köster auf der Urlage in Westendorf gewesen sein.
Eine weitere katholische Kirche, die Pfarrkirche St. Marien, steht im Ortsteil Schwege. Sie wurde auf Initiative des Lehrers Mathias Niehaus erbaut, der nach einem Gelübde einen Kalvarienberg nebst Kreuzweg, Ölgarten und Grabmal Christi anlegte. Im Jahr 1863 wurde an dieser Stelle die erste Kapelle mit passendem kleinen Turm erbaut. Im selben Jahr starb Mathias Niehaus, sein Werk wurde aber fortgeführt. Im Jahre 1865 folgte das Vikarienhaus und 1866 wurde die Kirche ohne Erlaubnis erweitert. Nur der kleine Turm, von dem man scherzhaft behauptete, er würde bei Regenwetter unter das Kirchendach gezogen, wurde erst nach dem Ersten Weltkrieg durch einen größeren Turm ersetzt.
Die evangelisch-lutherische Kirche Kripplein Christi steht im Ort Glandorf in der Nähe des Theresien-Hauses. Ursprünglich wurde sie von Karl Siebold aus Bethel bei Bielefeld als Notkirche entworfen, um einer Gemeinde als Provisorium zu dienen. Dabei sollte sie transportabel und leicht auf- und wieder abzubauen sein. Ihre Lebensdauer war ursprünglich auf 30 bis 40 Jahre festgelegt. Die Holzkirche wurde erstmals 1912 in Holsen-Ahle bei Bünde errichtet. Nach fast 40 Jahren sollte das baufällige Gebäude dort abgerissen werden, doch stattdessen wurde sie von der evangelischen Gemeinde 1952 gekauft und in Glandorf auf einem Steinfundament wieder aufgebaut. Dabei musste das verfaulte Holz entfernt und die Kirche um zwei Längssegmente von 450 auf 300 Plätze verkürzt werden.

### Bauwerke
Eine Galeriewindmühle nach holländischer Bauart ist das Wahrzeichen von Glandorf. Sie wurde im Jahre 1840 in Betrieb genommen und war bis 1960 im Dienst. 1970 erwarb die Gemeinde das Gebäude. Seit 2000 wird der Innenraum der Mühle als Standesamtszimmer genutzt. 2017 wurde die zwischenzeitlich baufällige Mühle restauriert.
Das Theresien-Haus ist das ehemalige Krankenhaus und hieß zu der Zeit Theresien-Hospital. Heute befindet sich eine Einrichtung der Caritas für chronisch suchtkranke Menschen in dem Gebäude.
Eine weitere Sehenswürdigkeit ist die über 750 Jahre alte Merschmühle, die der Familie Dallmöller gehört. Ihre bis heute gültigen Wasser- und Staurechte stammen aus der Zeit um 1235. Die Wassermühle wurde 1989 modernisiert und liefert heute umweltfreundlichen Strom aus Wasserkraft. Das Wasser dazu liefern der Glaner und der Remseder Bach.
Außerdem ist der Wehrspeicher auf dem Hof Högemann sehenswert. Das ehemals von einem Wassergraben umgebene Gebäude besteht aus einem massiven Sockelgeschoss, bei dem es sich um das Fragment eines Steinwerkes des 14. oder 15. Jh. handelt. Der darauf ruhende zweigeschossige Bau (zwei später verputzte Fachwerkstöcke, wetterseitig mit quadratischen Handstrichziegeln verblendet) mit einem auf einfach gekehlten Knaggen vorkragenden Dach entstand laut Eyinck vermutlich in der 1. Hälfte des 16. Jh. Demgegenüber Schepers mit der wohl unzutreffenden archivalischen Datierung der Fachwerkstöcke auf das Jahr 1768.
In der Straße „An der Kirche“ liegt das Haus Wibbelsmann, ein Fachwerkhaus aus der Zeit um 1820. In diesem wurde 1858 der Sprachforscher Franz Jostes geboren. 2020 initiierte der Heimatverein „Kultour-Gut!“ eine Spendenkampagne, um das Gebäude zu restaurieren. Diese Maßnahme steht nicht zuletzt vor dem Hintergrund, dass die meisten Fachwerkgebäude in Glandorf in den 1960er-Jahren abgerissen wurden. Nach Abschluss der Bauarbeiten soll im Gebäude u. a. eine Heimatausstellung entstehen.
Zwei Fachwerkgebäude des frühen 19. Jahrhunderts, die Seilerei Lefken sowie die verzierte Tabakfabrik Herbermann, befinden sich heute nicht mehr in Glandorf. Auf Grund von Baumaßnahmen, unter anderem der Umgehungsstraße nach Bad Iburg, wurden diese 1968 in das LWL-Freilichtmuseum Hagen transloziert.

### Bilder

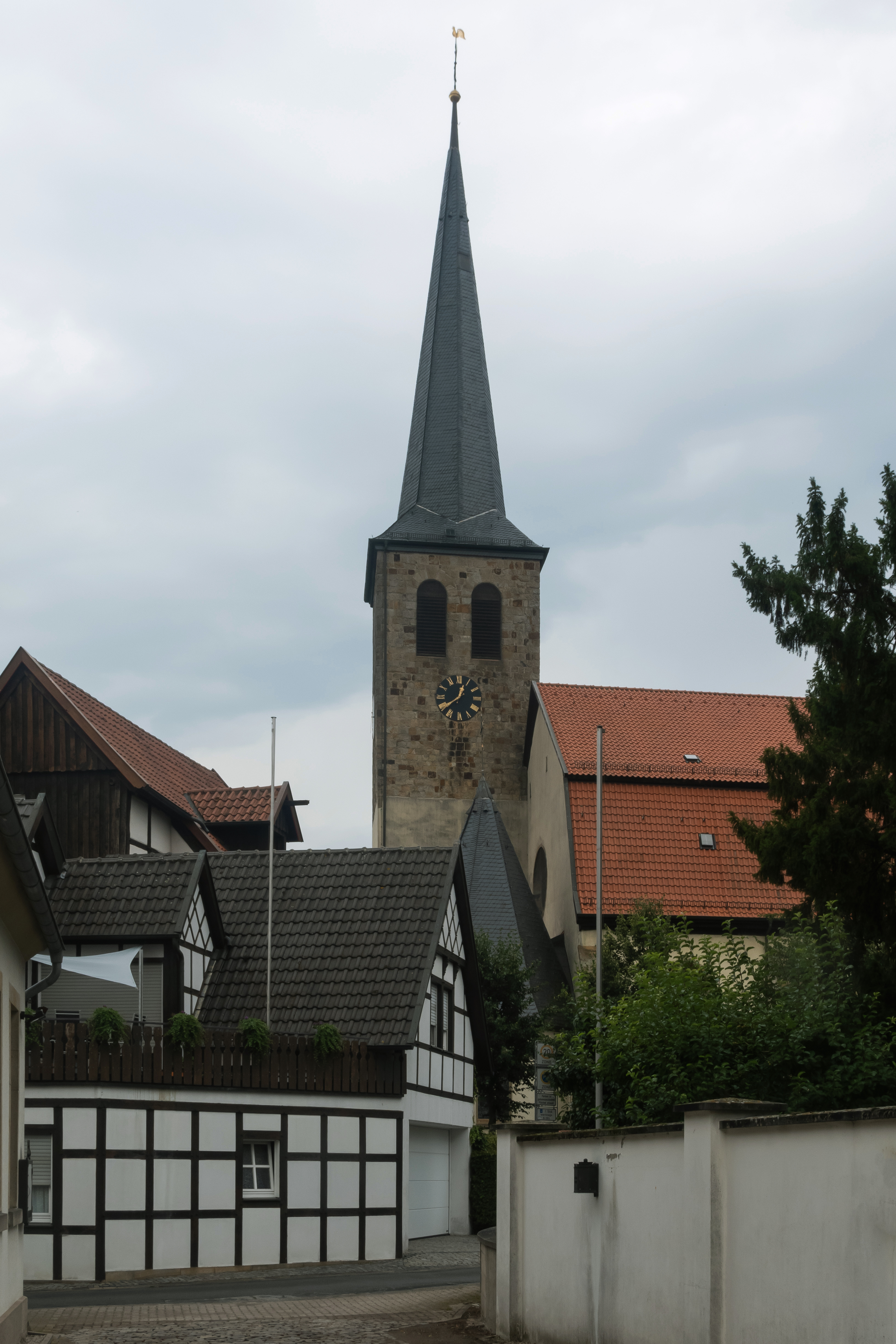
St. Johannis
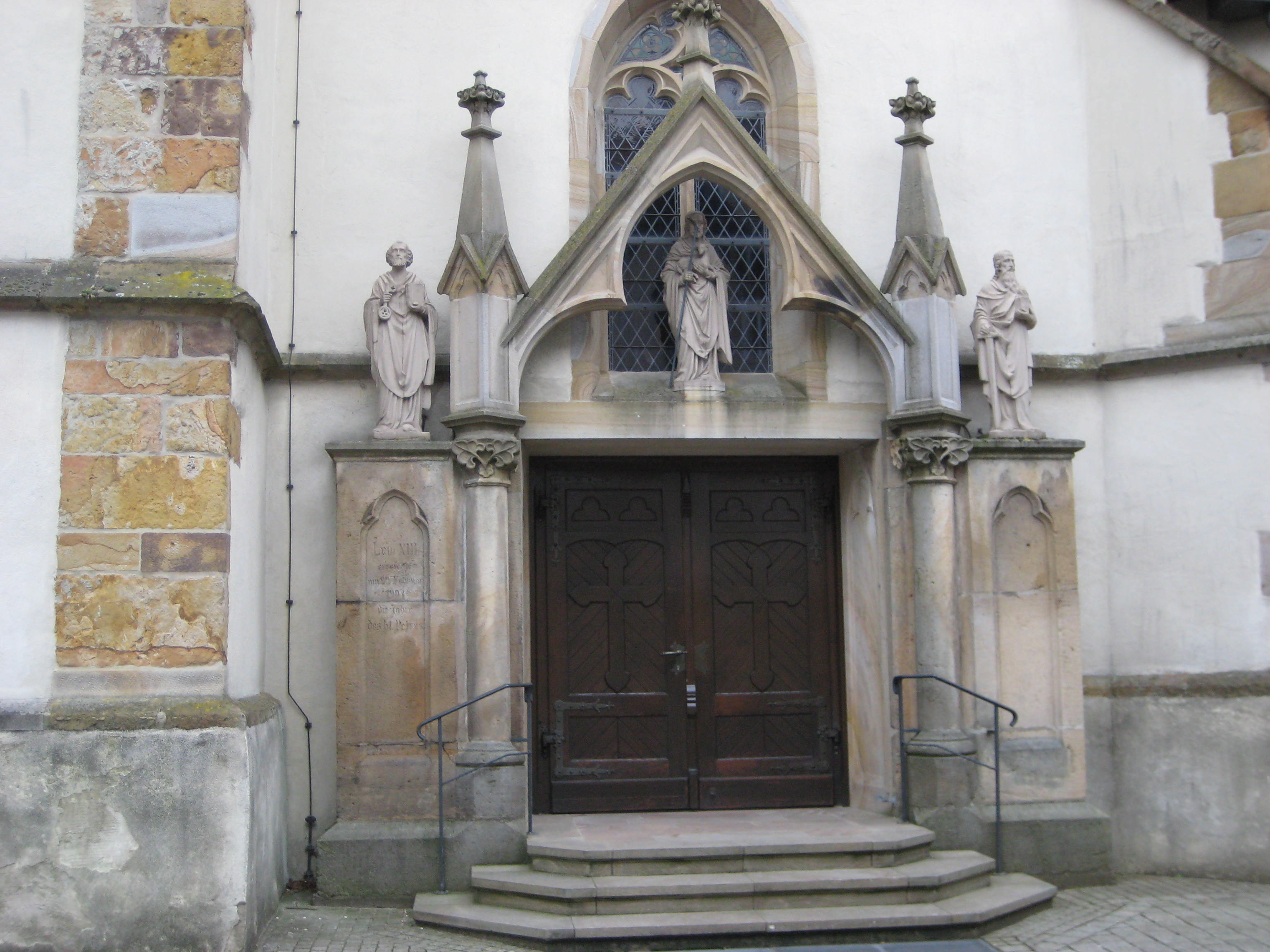
Portal von St. Johannis
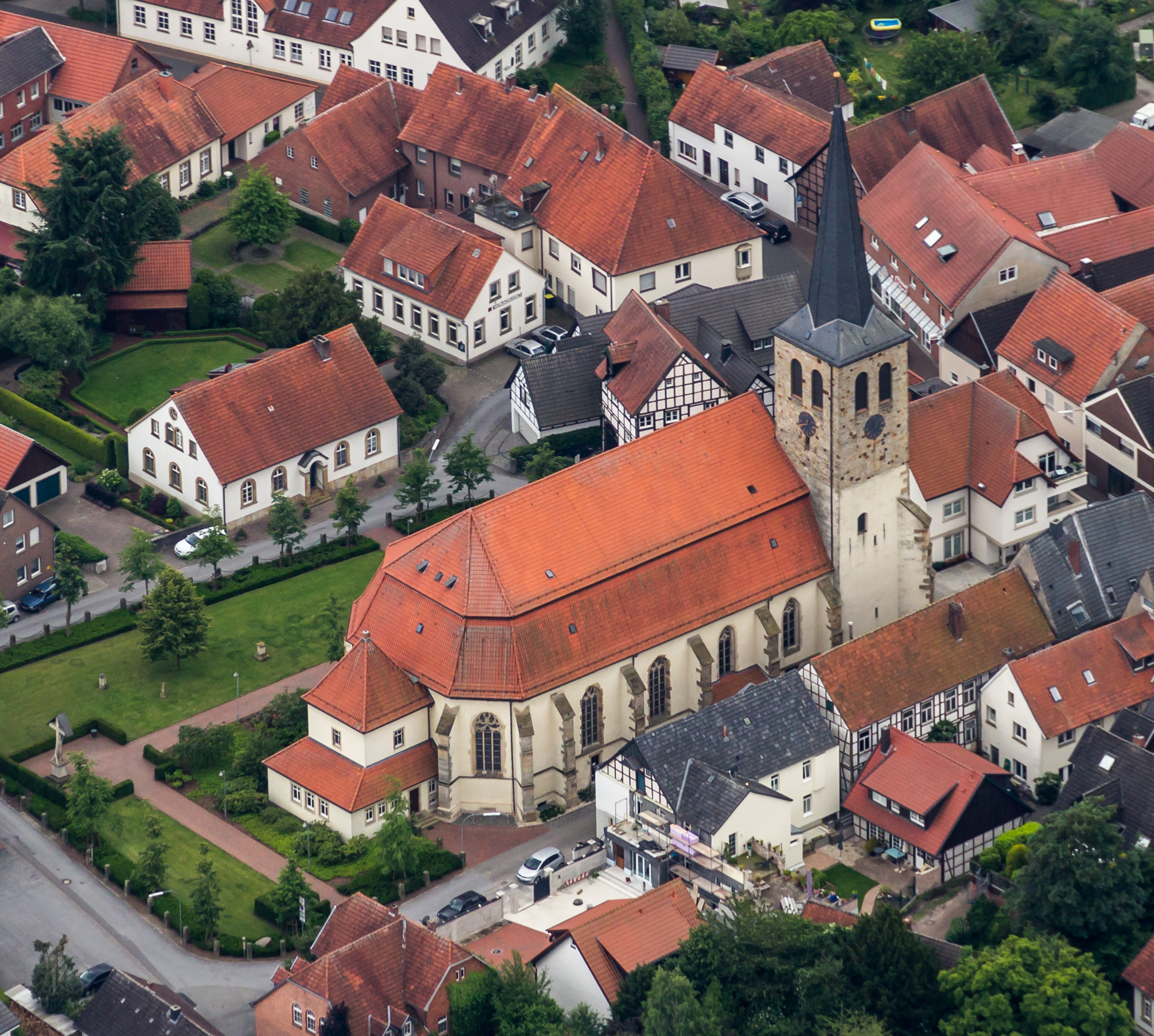
St.-Johannis-Kirche (Luftbild, 2014)
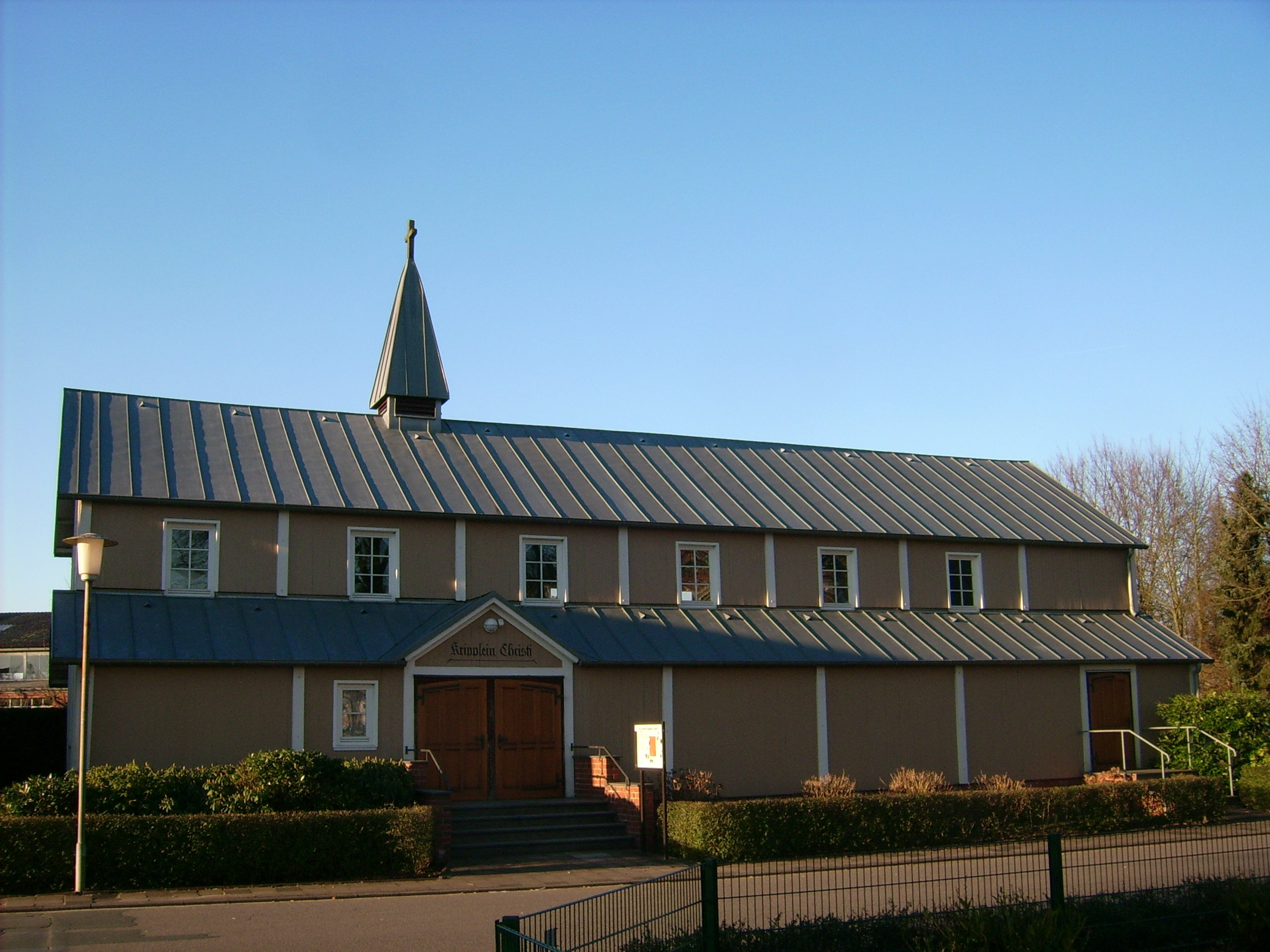
Kripplein Christi – Evang.-luther. Kirche
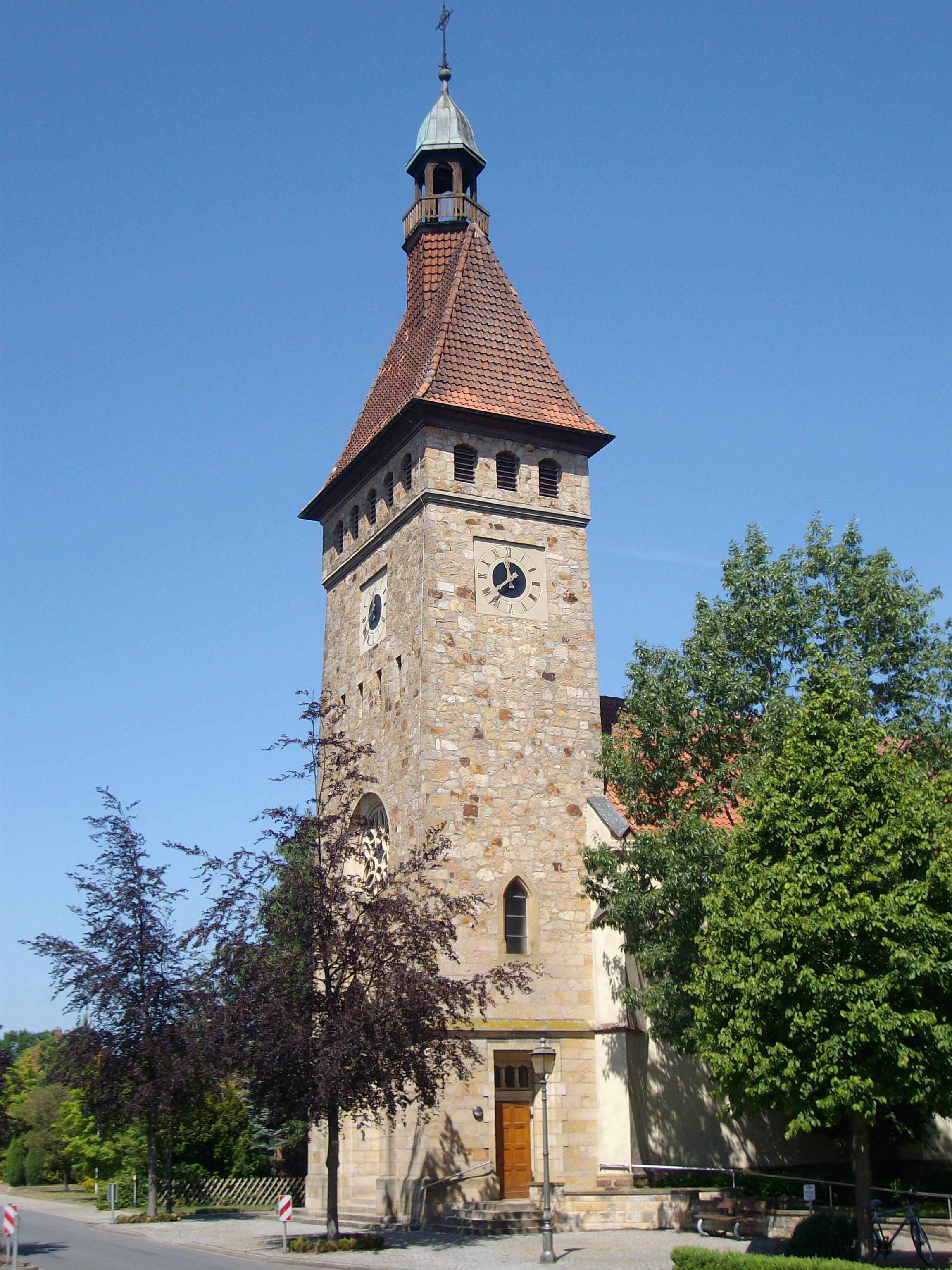
St. Marien in Schwege
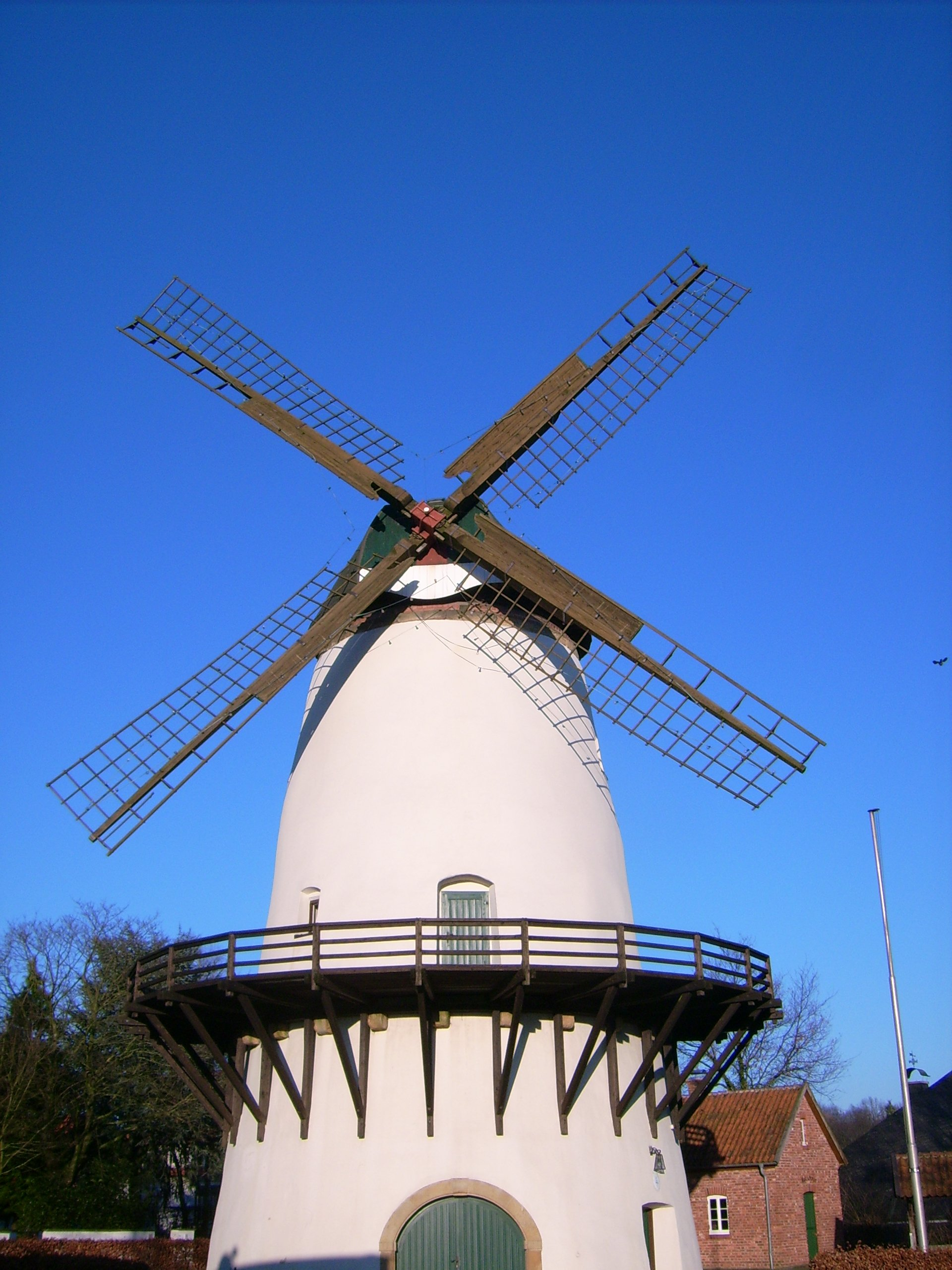
Windmühle als Wahrzeichen
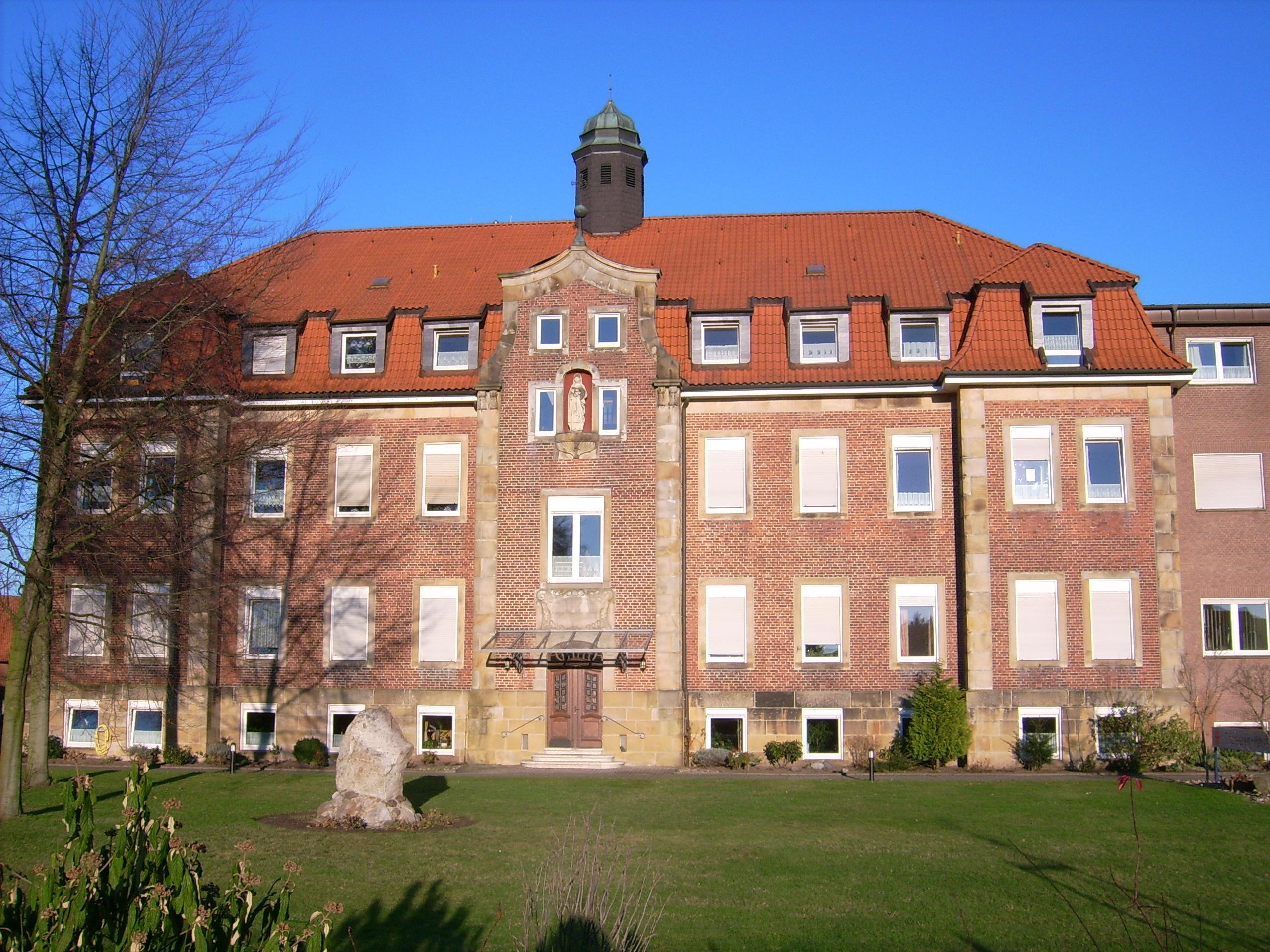
Ehemaliges Theresien-Hospital
David und Goliath, größter Findling im Raum Osnabrück

### Freizeit- und Sportinfrastruktur
Die Gemeinde Glandorf ist über verschiedene Routen an das überörtliche Radwegenetz angebunden. Das ambitionierteste Freizeitangebot der Gemeinde stellt jedoch das kommunale Hallengartenbad mit seinem wetterunabhängigen Angebot dar. Der Sportverein SC Glandorf e. V. verfügt über 13 Abteilungen, 3 Sportplätze und 2 Sporthallen für den Spiel und Trainingsbetrieb. Daneben gibt es den Verein Blau Weiß Schwege e. V. mit den Abteilungen Fußball, Tischtennis, Gymnastik, Turnen und Einrad. Ganz dem Tennissport hat sich der Tennisclub (TC) Glandorf von 1975 e. V. verschrieben. Er verfügt über vier Außenplätze. Im September 2022 wurde ein Trimm-dich-Pfad mit 18 Stationen eröffnet.

### Wirtschaft und Verkehr
Glandorf hat sich trotz seiner Gewerbe- und Industriebetriebe einen ländlich-bäuerlichen Charakter bewahrt. Im Ort gibt es 2.410 Arbeitsplätze (Stand 2020), davon mit 9,4 Prozent überdurchschnittlich viele in der Landwirtschaft. 47,5 Prozent der Beschäftigten arbeiten im produzierenden Gewerbe. Größter Arbeitgeber der Gemeinde ist das Unternehmen B. Braun Avitum AG mit 480 Beschäftigten.
Die Bundesstraßen 475 (West-Ost-Richtung) und 51 (Nord-Süd-Richtung) kreuzen sich im Gemeindeteil Glandorf.
Es gibt im stündlichen Taktverkehr eine Buslinie der Verkehrsgemeinschaft Osnabrück von Glandorf nach Osnabrück.
Des Weiteren bestehen Busverbindungen von Glandorf nach Bad Rothenfelde und Warendorf.
Seit September 2019 verkehrt zudem mehrmals täglich ein Bürgerbus zwischen Glandorf, Schwege, Kattenvenne und Lienen.

## Söhne und Töchter der Gemeinde
- Franz Jostes (1858–1925), Germanist und Sprachforscher
- Wilhelm Erpenbeck (1892–1971), Politiker (Zentrum, CDU)
- Franz Konrad Ossege (1895–1982), Heimatdichter
- August Raske (1901–1994), Bundesrichter
- Friedhelm Gieske (1928–2021), Manager beim RWE
- Alfons Lemper (1934–2013), Wirtschaftswissenschaftler und Professor
- Helmut Kortmann (* 1947), Gefäßchirurg in München und Hamburg
- Hermann-Josef Große Kracht (* 1962), katholischer Theologe

## Mit der Gemeinde verbundene Persönlichkeiten
- Martin Bäumer (* 1967), Politiker (CDU)
- Bernhard Köster (* 1869), Pfarrer von Glandorf und Schriftsteller